# خانه منتظم لشکر
خانه منتظم لشکر مربوط به دوره قاجار است و در شهرستان نور، بخش بلده، دهستان تتارستاق، روستای نج، خانه منتظم لشکر واقع شده و این اثر در تاریخ ۱۸ آذر ۱۳۸۷ با شمارهٔ ثبت ۲۳۹۰۴ به‌عنوان یکی از آثار ملی ایران به ثبت رسیده‌است.